# Dwikorakabinet II
Het Dwikorakabinet II (Indonesisch: Kabinet Dwikora II), officieel het Verbeterde Dwikorakabinet (Kabinet Dwikora Yang Disempurnakan) was een Indonesisch kabinet dat een maand lang regeerde in 1966. Het kabinet was een poging van president Soekarno om zijn positie weer te verstevigen na de turbulente periode van de poging tot staatsgreep en Indonesische massamoord van 1965-66. Het kabinet staat ook bekend als het "Kabinet met Honderd Ministers" (Kabinet Seratus Menteri) vanwege het zeer grote aantal ministers en beambten met ministersstatus.

## Aanleiding en formatie
Na de poging tot staatsgreep in de nacht van 30 september op 1 oktober 1965 werd de schuld aan de communisten gegeven, en er was er sprake van grootschalige zuiveringen: de Indonesische massamoord van 1965-66. Ook communistische politici werden gedood, waaronder kabinetsleden D.N. Aidit, M.H. Lukman en Njoto. Ondertussen was er groeiende onvrede onder de bevolking, onder andere vanwege stijgende benzineprijzen, hoge inflatie en de revaluatie van de roepia. In Jakarta en andere grote steden waren grootschalige studentenprotesten. De studentenprotesten stonden bekend onder de noemer Tritura, een afkorting van Tri Tuntungan Rakyat ("Drie Eisen van het Volk"):
1. Ontbinding van de Communistische Partij van Indonesië (PKI) en gerelateerde organisaties
2. Wijziging van het Dwikorakabinet I
3. Verlaging van de voedselprijzen

Om aan de onvrede tegemoet te komen stelde Soekarno op 21 februari 1966 het Verbeterde Dwikorakabinet voor. De protesten gingen echter door, ook omdat volgens de demonstranten de communistische invloed in het kabinet nog altijd te groot was. Op de dag van de inauguratie van het nieuwe kabinet, 24 februari, werd bij de protesten in Jakarta Arif Rahman Hakim, een student van de Universitas Indonesia, gedood door een politiekogel, wat de protesten nog verder verhevigde.

## Supersemar en arrestatie van ministers
De studentenprotesten en de afnemende populariteit van president Soekarno gaven de mogelijkheid aan het leger om een grotere rol te gaan spelen. Op 11 maart nam het leger — in de persoon van landmachtcommandant Soeharto — de feitelijke macht stevig in handen door president Soekarno te dwingen de Supersemar te ondertekenen. De Supersemar was een document waarmee Soekarno de bevoegdheid gaf aan Soeharto om alles te doen wat hij nodig achtte om de chaotische situatie volgend op de Kudeta en de massamoorden in goede banen te leiden. Hoewel Soekarno nog een tijdje president bleef was alle macht nu praktisch in handen van Soeharto. Een dag later gebruikte hij die macht om de PKI te verbieden.
Op 18 maart 1966 ging Soeharto over tot de arrestatie van 15 ministers uit het Kabinet Dwikora II, "uit naam van de president". Het ging hierbij om ministers die verdacht werden van betrokkenheid bij de '30-Septemberbeweging' die de poging tot staatsgreep had gepleegd, die bij de PKI betrokken zouden zijn, of die anderszins door Soeharto als een gevaar gezien werden. Het ging in alle gevallen om aan Soekarno loyale ministers. Vanwege de arrestatie van de ministers werd korte tijd later het kabinet opgeheven en vervangen door het Kabinet Dwikora III.

## Samenstelling

### Leiders van het kabinet
| Nr. | Ministerspost | Minister                                              | Minister                                     | Partij   |
| --- | --- | ----------------------------------------------------- | -------------------------------------------- | -------- |
| 1   | Minister-President (tevens president, hoge commandant der strijdkrachten, mandataris van het Tijdelijke Raadgevend Volkscongres (MPRS) en 'groot leider van de revolutie') |                                                       | Soekarno                                     |          |
| 2   | Vicepremier I |                                                       | Soebandrio (tot 18 maart 1966)               |          |
| 2   | Vicepremier I | Hamengkoeboewono IX (ad interim, vanaf 18 maart 1966) |                                              |          |
| 3   | Vicepremier II |                                                       | Johannes Leimena                             | Parkindo |
| 4   | Vicepremier III |                                                       | Chaerul Saleh (tot 18 maart 1966)            | Murba    |
| 4   | Vicepremier III |                                                       | Adam Malik (ad interim, vanaf 18 maart 1966) | Murba    |
| 5   | Vicepremier IV |                                                       | Idham Chalid                                 | NU       |
| 6   | Vicepremier V |                                                       | Roeslan Abdulgani (vanaf 18 maart 1966)      | PNI      |
| 7   | Minister van Informatie gedetacheerd bij het Presidium |                                                       | Achmadi (tot 18 maart 1966)                  |          |
| 7   | Minister van Informatie gedetacheerd bij het Presidium | W.J. Rumambi (ad interim, vanaf 18 maart 1966)        |                                              |          |

### Thematische ministersgroepen

#### Buitenlandse Zaken
| Nr. | Ministerspost                                                                         | Minister | Minister                                     | Partij |
| --- | ------------------------------------------------------------------------------------- | -------- | -------------------------------------------- | ------ |
| 8   | Coördinerend Minister van Buitenlandse Zaken en Buitenlandse Economische Betrekkingen |          | Soebandrio (tot 18 maart 1966)               |        |
| 8   | Coördinerend Minister van Buitenlandse Zaken en Buitenlandse Economische Betrekkingen |          | Adam Malik (ad interim, vanaf 18 maart 1966) | Murba  |

#### Recht en Binnenlandse Zaken
| Nr. | Ministerspost                                                                                     | Minister                                               | Minister                                  | Partij |
| --- | ------------------------------------------------------------------------------------------------- | ------------------------------------------------------ | ----------------------------------------- | ------ |
| 9   | Coördinerend Minister van Recht en Binnenlandse Zaken                                             |                                                        | Sartono                                   | PNI    |
| 10  | Minister van Binnenlandse Zaken (tevens gouverneur van de Speciale Hoofdstedelijke Regio Jakarta) |                                                        | Soemarno Sosroatmodjo (tot 18 maart 1966) |        |
| 10  | Minister van Binnenlandse Zaken (tevens gouverneur van de Speciale Hoofdstedelijke Regio Jakarta) | Basuki Rahmat (ad interim, vanaf 18 maart 1966)        |                                           |        |
| 11  | Minister van Justitie                                                                             |                                                        | Astrawinata (tot 18 maart 1966)           |        |
| 11  | Minister van Justitie                                                                             | Wirjono Prodjodikoro (ad interim, vanaf 18 maart 1966) |                                           |        |
| 12  | Minister / Voorzitter van het Hooggerechtshof                                                     |                                                        | Wirjono Prodjodikoro                      |        |
| 13  | Minister / Procureur-generaal                                                                     |                                                        | A. Soethardio                             |        |

#### Defensie en Veiligheid
| Nr. | Ministerspost                                                     | Minister | Minister                | Partij |
| --- | ----------------------------------------------------------------- | -------- | ----------------------- | ------ |
| 14  | Coördinerend Minister van Defensie en Veiligheid                  |          | M. Sarbini              |        |
| 15  | Plaatsvervangend Coördinerend Minister van Defensie en Veiligheid |          | Mursyid                 |        |
| 16  | Minister / Commandant van de landmacht                            |          | Soeharto                |        |
| 17  | Minister / Commandant van de marine                               |          | Moeljadi                |        |
| 18  | Minister / Plaatsvervangend Commandant van de marine              |          | Hartono                 |        |
| 19  | Minister / Commandant van de luchtmacht                           |          | Sri Mulyono Herlambang  |        |
| 20  | Minister / Commandant van de politie                              |          | Soetjipto Joedodihardjo |        |

#### Financiën
| Nr. | Ministerspost                                                             | Minister | Minister                                | Partij |
| --- | ------------------------------------------------------------------------- | -------- | --------------------------------------- | ------ |
| 21  | Coördinerend Minister van Financiën                                       |          | Soemarno                                | PNI    |
| 22  | Minister voor Centrale Bank-zaken / Gouverneur van Bank Indonesia         |          | T. Jusuf Muda Dalam (tot 18 maart 1966) | PNI    |
| 22  | Minister voor Centrale Bank-zaken / Gouverneur van Bank Indonesia         |          | Soemarno (vanaf 18 maart 1966)          | PNI    |
| 23  | Ministers gedetacheerd bij de Minister voor Centrale Bank-zaken           |          | Arifin Harahap                          |        |
| 24  | Ministers gedetacheerd bij de Minister voor Centrale Bank-zaken           |          | Mohammad Hasan                          |        |
| 25  | Minister / Eerste Plaatsvervanger van de Gouverneur van de Bank Indonesia |          | J.D. Massie                             |        |
| 26  | Minister van de Staatsbegroting                                           |          | Surjadi                                 |        |
| 27  | Minister van de Staatsinkomsten                                           |          | Hoegeng Imam Santoso                    |        |
| 28  | Minister van Verzekeringszaken                                            |          | Sutjipto S. Amidharmo                   |        |

#### Ontwikkeling
| Nr. | Ministerspost                                 | Minister                                      | Minister                                     | Partij |
| --- | --------------------------------------------- | --------------------------------------------- | -------------------------------------------- | ------ |
| 29  | Coördinerend Minister van Ontwikkeling        |                                               | Hamengkoeboewono IX                          |        |
| 30  | Minister van Arbeid                           |                                               | Soetomo Martopradopo (tot 18 maart 1966)     |        |
| 30  | Minister van Arbeid                           |                                               | Frans Seda (ad interim, vanaf 18 maart 1966) | PK     |
| 31  | Minister van Nationale Onderzoekszaken        |                                               | Suhadi Reksowardojo                          |        |
| 32  | Minister van Olie en Aardgas                  |                                               | Ibnu Sutowo                                  |        |
| 33  | Minister van Mijnbouw                         |                                               | Armunanto (tot 18 maart 1966)                |        |
| 33  | Minister van Mijnbouw                         | Ibnu Sutowo (ad interim, vanaf 18 maart 1966) |                                              |        |
| 34  | Minister van Basisindustrie                   |                                               | Muhammad Jusuf                               |        |
| 35  | Minister van Toerisme                         |                                               | Hamengkoeboewono IX                          |        |
| 36  | Minister van Veteranenzaken en Demobilisering |                                               | Basuki Rahmat                                |        |

#### Volksindustrie
| Nr. | Ministerspost                                      | Minister | Minister          | Partij |
| --- | -------------------------------------------------- | -------- | ----------------- | ------ |
| 37  | Coördinerend Minister van Volksindustrie           |          | Abdul Azis Saleh  |        |
| 38  | Minister van Kleine Industrie                      |          | Suharnoko Harbani |        |
| 39  | Minister van Textielindustrie                      |          | Ashari Danudirdjo |        |
| 40  | Minister van Ambacht                               |          | Hadi Thayeb       |        |
| 41  | Minister van Volksindustrie voor "Zelfredzaamheid" |          | T.D. Pardede      |        |

#### Openbare Werken en Energie
| Nr. | Ministerspost                                        | Minister                                  | Minister                                | Partij |
| --- | ---------------------------------------------------- | ----------------------------------------- | --------------------------------------- | ------ |
| 42  | Coördinerend Minister van Openbare Werken en Energie |                                           | Soetami                                 |        |
| 43  | Minister voor Elektriciteit en Energie               |                                           | Setiadi Reksoprodjo (tot 18 maart 1966) |        |
| 43  | Minister voor Elektriciteit en Energie               | Soetami (ad interim, vanaf 18 maart 1966) |                                         |        |
| 44  | Minister van Basiswatervoorziening                   |                                           | P.C. Harjasudirdja                      |        |
| 45  | Minister van Wegenbouw                               |                                           | Hartawan Wirjodiprodjo                  |        |
| 46  | Minister van Nederzettingen en Bouw                  |                                           | David Gee Cheng                         |        |
| 47  | Minister voor de hoofdweg van Sumatra                |                                           | Slamet Bratanata                        |        |

#### Landbouw en Landzaken
| Nr. | Ministerspost                                                            | Minister                                             | Minister                      | Partij |
| --- | ------------------------------------------------------------------------ | ---------------------------------------------------- | ----------------------------- | ------ |
| 48  | Coördinerend Minister van Agrarische Ontwikkeling en Landzaken           |                                                      | Sadjarwo                      | BTI    |
| 49  | Minister van Landbouw                                                    |                                                      | Sukarno                       |        |
| 50  | Minister van Tuinbouw                                                    |                                                      | Frans Seda                    | PK     |
| 51  | Minister van Bosbouw                                                     |                                                      | Soedjarwo                     |        |
| 52  | Minister van Landzaken                                                   |                                                      | Rudolf Hermanses              |        |
| 53  | Minister van Volkswatervoorziening en Ontwikkeling van de Dorpsbevolking |                                                      | Surachman (tot 18 maart 1966) |        |
| 53  | Minister van Volkswatervoorziening en Ontwikkeling van de Dorpsbevolking | P.C. Harjasudirdja (ad interim, vanaf 18 maart 1966) |                               |        |

#### Distributie
| Nr. | Ministerspost                             | Minister                                         | Minister                                 | Partij   |
| --- | ----------------------------------------- | ------------------------------------------------ | ---------------------------------------- | -------- |
| 54  | Coördinerend Minister van Distributie     |                                                  | Johannes Leimena                         | Parkindo |
| 55  | Minister van Binnenlandse Handel          |                                                  | Achmad Jusuf                             |          |
| 56  | Minister van Grondtransport               |                                                  | Hidajat                                  |          |
| 57  | Minister van Post en Telecommunicatie     |                                                  | Soerjadi Soerjadarma (tot 18 maart 1966) |          |
| 57  | Minister van Post en Telecommunicatie     | Hidajat (ad interim, vanaf 18 maart 1966)        |                                          |          |
| 58  | Minister van Luchtvaart                   |                                                  | Partono                                  |          |
| 59  | Minister van Transmigratie en Coöperaties |                                                  | Achadi (tot 18 maart 1966)               |          |
| 59  | Minister van Transmigratie en Coöperaties | Ahmad Sukendro (ad interim, vanaf 18 maart 1966) |                                          |          |

#### Maritieme Zaken
| Nr. | Ministerspost                             | Minister | Minister           | Partij |
| --- | ----------------------------------------- | -------- | ------------------ | ------ |
| 60  | Coördinerend Minister van Maritieme Zaken |          | Ali Sadikin        |        |
| 61  | Minister van Zeevaart                     |          | Ali Sadikin        |        |
| 62  | Minister van Visserij en Zeebeheer        |          | Hamzah Atmohandojo |        |
| 63  | Minister van Maritieme Industrie          |          | Mardanus           |        |

#### Welvaart
| Nr. | Ministerspost                      | Minister | Minister             | Partij       |
| --- | ---------------------------------- | -------- | -------------------- | ------------ |
| 64  | Coördinerend Minister van Welvaart |          | Muljadi Djojomartono | v/h Masjoemi |
| 65  | Minister van Sociale Zaken         |          | Rusiah Sardjono      |              |
| 66  | Minister van Gezondheid            |          | Satrio               |              |

#### Godsdienst
| Nr. | Ministerspost                                             | Minister | Minister        | Partij |
| --- | --------------------------------------------------------- | -------- | --------------- | ------ |
| 67  | Coördinerend Minister van Godsdienst                      |          | Saifuddin Zuhri | NU     |
| 68  | Minister van Godsdienst                                   |          | Saifuddin Zuhri | NU     |
| 69  | Minister van Hadj                                         |          | Farid Ma'ruf    |        |
| 70  | Minister van Verhoudingen met Oelama's                    |          | Marzuki Yatim   |        |
| 71  | Minister ter ondersteuning van de Minister van Godsdienst |          | Fattah Jasin    | NU     |

#### Onderwijs en Cultuur
| Nr. | Ministerspost                                  | Minister                                         | Minister                             | Partij   |
| --- | ---------------------------------------------- | ------------------------------------------------ | ------------------------------------ | -------- |
| 72  | Coördinerend Minister van Onderwijs en Cultuur |                                                  | Prijono                              | Murba    |
| 73  | Minister van Basisonderwijs en Cultuur         |                                                  | Sumardjo (tot 18 maart 1966)         |          |
| 73  | Minister van Basisonderwijs en Cultuur         | Syarief Thayeb (ad interim, vanaf 18 maart 1966) |                                      |          |
| 74  | Minister van Hoger Onderwijs en Wetenschap     |                                                  | Johannes Leimena (tot 18 maart 1966) | Parkindo |
| 74  | Minister van Hoger Onderwijs en Wetenschap     | Syarief Thayeb (ad interim, vanaf 18 maart 1966) |                                      |          |
| 75  | Minister van Sport                             |                                                  | Maladi                               |          |

#### Verhoudingen met het Volk
| Nr. | Ministerspost | Minister                                         | Minister                        | Partij |
| --- | --- | ------------------------------------------------ | ------------------------------- | ------ |
| 76  | Coördinerend Minister van Verhoudingen met het Volk                                                                                      |                                                  | Roeslan Abdulgani               | PNI    |
| 77  | Minister van Verhoudingen met de Volksvertegenwoordigingsraad, het Raadgevend Volkscongres, het Hoge Adviesorgaan en het Nationaal Front |                                                  | W.J. Rumambi                    |        |
| 78  | Minister / Secretaris-Generaal van het Nationaal Front                                                                                   |                                                  | JK Tumakaka (tot 18 maart 1966) |        |
| 78  | Minister / Secretaris-Generaal van het Nationaal Front                                                                                   | Achmad Sjaichu (ad interim, vanaf 18 maart 1966) |                                 |        |

### Ministers van Staat
| Nr. | Ministerspost                                                                                  | Minister | Minister                         | Partij |
| --- | ---------------------------------------------------------------------------------------------- | -------- | -------------------------------- | ------ |
| 79  | Minister / Adviseur van de President / Eerste Minister voor Fondsenmobilisatie                 |          | Notohamiprodjo                   |        |
| 80  | Ministers / Adviseurs van de President voor Binnenlandse Veiligheid                            |          | Soekarno Djojonegoro             |        |
| 81  | Ministers / Adviseurs van de President voor Binnenlandse Veiligheid                            |          | Munadjat Danusaputro             |        |
| 82  | Minister toegewezen aan de President voor Speciale Veiligheidszaken                            |          | Imam Syafei (tot 18 maart 1966)  |        |
| 83  | Ministers van Staat                                                                            |          | Oei Tjoe Tat (tot 18 maart 1966) |        |
| 84  | Ministers van Staat                                                                            |          | Achmad Sukendro                  |        |
| 85  | Ministers van Staat                                                                            |          | Aminuddin Azis                   |        |
| 86  | Ministers van Staat                                                                            |          | Soedibjo                         | PSII   |
| 87  | Ministers van Staat                                                                            |          | Mudjoko                          |        |
| 88  | (Coördinerend) Minister / Voorzitter van de Financiële Controlecommissie                       |          | Suprajogi                        |        |
| 89  | (Coördinerend) Minister van Nationale Ontwikkelingsplanning                                    |          | Soemarno Sosroatmodjo            |        |
| 90  | (Coördinerend) Minister toegewezen aan de president voor Buitenlandse Economische Betrekkingen |          | Adam Malik                       | Murba  |

### Beambten met de status van minister
| Nr. | Ministerspost                                                                        | Minister | Minister                          | Partij |
| --- | ------------------------------------------------------------------------------------ | -------- | --------------------------------- | ------ |
| 91  | Voorzitter van het Tijdelijke Raadgevend Volkscongres (MPRS)                         |          | Chaerul Saleh (tot 18 maart 1966) | Murba  |
| 92  | Vicevoorzitters van het Tijdelijke Raadgevend Volkscongres (MPRS)                    |          | Ali Sastroamidjojo                | PNI    |
| 93  | Vicevoorzitters van het Tijdelijke Raadgevend Volkscongres (MPRS)                    |          | Idham Chalid                      | NU     |
| 94  | Vicevoorzitters van het Tijdelijke Raadgevend Volkscongres (MPRS)                    |          | Wilujo Puspojudo                  |        |
| 95  | Staatssecretaris                                                                     |          | Mohammad Ichsan                   |        |
| 96  | Minister / Hoofd van het nationale veiligheidsagentschap                             |          | Wilujo Puspojudo                  |        |
| 97  | Tweede Vicevoorzitter van het Hoge Adviesorgaan (DPA)                                |          | Sujono Hadinoto                   |        |
| 98  | Vicevoorzitters van de Volksvertegenwoordigingsraad voor "Wederzijdse Hulp" (DPR-GR) |          | Achmad Sjaichu                    |        |
| 99  | Vicevoorzitters van de Volksvertegenwoordigingsraad voor "Wederzijdse Hulp" (DPR-GR) |          | Syarief Thayeb                    |        |
| 100 | Vicevoorzitters van de Volksvertegenwoordigingsraad voor "Wederzijdse Hulp" (DPR-GR) |          | Asmara Hadi                       |        |
| 101 | Vicevoorzitters van de Volksvertegenwoordigingsraad voor "Wederzijdse Hulp" (DPR-GR) |          | Mursalin Daeng Mamangung          |        |
| 102 | Leidinggevenden van de Financiële Controlecommissie                                  |          | Sukardan                          |        |
| 103 | Leidinggevenden van de Financiële Controlecommissie                                  |          | Radius Prawiro                    |        |
| 104 | Leidinggevenden van de Financiële Controlecommissie                                  |          | Mochtar Usman                     |        |
| 105 | Leidinggevenden van de Financiële Controlecommissie                                  |          | HA Pandelaki                      |        |
| 106 | Directeur-Generaal van het Nationale Kernenergie-agentschap                          |          | G.A. Siwabessy                    |        |
| 107 | Minister / Adviseur van de President voor Politiezaken                               |          | Sunarto                           |        |
| 108 | Minister / Commandant voor de Uitvoering van de Vliegtuigindustrie                   |          | Omar Dhani                        |        |
| 109 | Minister / Projectmanager voor de Vliegtuigindustrie                                 |          | Kurwet Kartaadiredja              |        |